# Éliane Jeannin-Garreau
Pour les articles homonymes, voir Jeannin et Garreau.
Éliane Jeannin-Garreau, née Éliane Jeannin le 18 mars 1911 à Bayonne et morte 15 juin 1999 à Issy-les-Moulineaux, est une résistante française pendant la Seconde Guerre mondiale.

## Biographie

### Jeunesse
Éliane Jeannin-Garreau est née à Bayonne le 18 mars 1911. Après des études à l’école nationale supérieure des beaux-arts à Paris, elle entre dans une banque, où elle participe à la rédaction du journal de l’entreprise.

### Résistance
En juin 1940, elle adhère à l’appel du Général de Gaulle. Elle entre alors dans la Résistance, au sein de l’Organisation civile et militaire des Jeunes (OCMJ) créée par Charles Verny. Elle s’occupe, dans la presse clandestine, de la fabrication de faux papiers, et vient en aide aux juifs et aux personnes traquées par la police : son appartement d’Issy-les-Moulineaux constitue alors un lieu de réunions, un refuge pour les résistants et un dépôt d’armes ou de tracts.

### Arrestation, internement et déportation
Le 31 août 1943, elle y est arrêtée avant d’être livrée à la Gestapo. Incarcérée à Fresnes, elle est interrogée et torturée.
Le 31 janvier 1944, elle est déportée au camp de Ravensbrück par le convoi I.175 et se voit attribuer le matricule 27 492. En avril 1944, transférée au Kommando de Holleischen dépendant du camp de concentration de Flossenbürg, elle prend une part active au sabotage du travail imposé par les usines d’armement Skoda. C’est à cette époque qu’elle fait la connaissance de Geneviève de Gaulle, nièce du Général de Gaulle, elle aussi déportée.
Le 5 mai 1945, le camp où elle est internée est libéré.

### Après-guerre
En 1991, elle publie « Ombre parmi les ombres, Chronique d’une Résistance ». Le livre obtient le prix d'histoire générale de l’Académie française le 18 juin 1992. Elle publie également en 1994 un recueil de dessins sous le titre « les Cris de la Mémoire ». 
Elle meurt le 15 juin 1999 à Issy-les-Moulineaux.

## Vie privée
Elle épouse Roger Garreau (1923-2012).
Elle est mère d’Anne Garreau, psychologue clinicienne née le 15 juin 1954 

## Œuvres
- Ombre parmi les ombres - chronique d'une résistance (1941-1945), Muller, 1991, 123 pages  (ISBN 978-8-2904-2550-5) (en ligne).
- Les cris de la mémoire : Ravensbrück-Holleischen, 1943-1945, 1994,  (ISBN 978-2950907509).

## Distinctions

### Décorations
- Officier de la Légion d'honneur[Quand ?] ; chevalier du 14 janvier 1948[4]
- Croix de guerre 1939–1945 avec palmes
- Médaille de la Résistance française avec rosette (décret du 3 août 1946)[5]
- Homologuée Lieutenant des forces françaises combattantes[4]

### Récompense
- Prix d'histoire générale de l’Académie française (1992)

## Reconnaissance
La ville d’Issy les Moulineaux, où était situé son quartier général de résistance, et dans lequel elle fût arrêtée le 31 Août 1943, lui a dédié une rue.
En sortant des camps, elle a vécu à Issy les Moulineaux jusqu’à son décès 
La station Porte d'Issy de la ligne 2 du tramway d'Île-de-France, non loin de sa rue porte son nom , Eliane Jeannin Garreau, en sous-titre.